# ساردی
ساردی منطقه‌ای است از توابع بخش رویدر شهرستان خمیر استان هرمزگان ایران است.
منطقه‌ای است زراعتی در پشت کوه شب در جلگه زاهد محمود و در غرب زاهد محمود واقع است.
همچنین باشتی مزرعه و نخلستانی است جنب ساردی.

## چشمه
چشمه آبی که آبش شیرین است و چند اصله نخل را آبیاری می‌نماید.
درای یک باب آب‌انبار «برکه» است.

## محدودهٔ ساردی
ازشمال جلگه زاهد محمود، از جنوب کوه شب، از مغرب مزرعه باشتی، و از سمت مشرق به نخلستان محدود می‌گردد.